# Santa Maria (ö)
Santa Maria är en portugisisk ö som tillhör ögruppen Azorerna 1500 km väster om Portugal i Atlanten. Tillsammans med São Miguel tillhör den östra gruppen i Azorerna.
Santa Maria är 97 km² stor och har en folkmängd på 5 414 invånare (2021).
Öns huvudstad heter Vila do Porto och är belägen på öns sydvästkust.
Ön har en kustlinje som är full av djupa vikar och som, i motsats till alla de andra öarna i Azorerna, har en del badstränder att erbjuda. I väster är ön låglänt, men stiger sedan upp mot cirka 560 meters höjd, där Pico Alto är den högsta punkten. De sandstränder som finns på ön är belägna på den östra och södra kusten, där Baía da Praia nog är den bästa. Santa Maria har ett par större vägar som utgår från huvudstaden Vila do Porto. Den ena sträcker sig i väst-östlig riktning och passerar nedanför Pico Alto, men har en enskild väg i anslutning som sträcker sig ända upp till toppen. Den andra större vägen sträcker sig i en mer nordlig riktning och går runt hela höjden.
Orter på Santa Maria: Vila do Porto, Anjos.

## Historia
Det finns inga säkra uppgifter på när Santa Maria upptäcktes, men allt pekar på att denna ö var den första som upptäcktes i arkipelagen som portugiserna fann. Det som är säkerställt är att denna ö var den första som befolkades med människor från Algarvekusten, som bedrev boskapsskötsel, och i slutet av 1400-talet hade befolkningen ökat så pass att bysamfälligheten som man kallade för Porto var de första som fick stadsrättigheter. Idag heter den enda staden på Santa Maria Vila do Porto.
Det var på Santa Maria som Christofer Columbus togs till fånga och kastades i fängelse då han landsteg på ön. Han hade angivit ett löfte om att besöka ön, men när han äntligen anlände tog de honom för en simpel pirat och grep honom. Det var vanligt att pirater hemsökte ön under 1500 och 1600-talet, och dessa kom från England, Frankrike, Turkiet, Algeriet och Marocko. 1700 och 1800-talet förflöt lugnare för öborna som undkommit piraträderna och undgått att bli tillfångatagna och sålda som slavar. Det man livnär sig på vid denna tid är jordbruk och boskapsuppfödning. Det man specialiserar sig på i odlingarna är majs, potatis, jams och frukt samt vejde, som används för att framställa en blå, mycket värdefull, växtfärg. Denna färg exporterades till färgfabriker i Flandern. Det slutade med att varje åkerbit fylldes med denna växt, vilket i sin tur ledde till ett underskott av veteodlingar.

## Turism
När man är turist på denna ö är det inte ovanligt att skyltar med ordet Miradouro dyker upp utmed vägarna, ofta i samband med en symbol som liknar en kikare. Dessa vägvisare leder alltid fram till en plats med en vacker utsikt, inte sällan i samband med en rastplats med bänkar, bersåer, ibland även med grillplats, och med små eller stora planteringar. Alla platser som heter något med Ponta är uddar eller höjder som skjuter ut i havet och som omges av vikar, oavsett om det är lågland eller högland.
Ett speciellt landskap finns att beskåda i São Lourenço-viken som består av en sluttning ner mot havet beströdd med hundratals vinodlingar som är inramade av stenrösen. Längst ut vid havet tar sedan Praia Formosa
, en av de få sandstränderna, vid. Utanför kusten ligger en liten bebodd ö som heter Romeiro, där det finns grottor och droppstensformationer.

## Folklore, mat och hantverk
Ett antal festligheter inträffar i samband med firandet av Den Helige Ande (Festa do Divino Espírito Santo), som äger rum på alla de azoriska öarna, men vid olika tillfällen under året. På Santa Maria har man även två andra festdagar, varav den första heter Santo Amaro och äger rum i mitten av januari med religiösa inslag. Den andra högtiden infaller i mitten av augusti och kallas Senhora da Assunção. Båda dessa högtider brukar åtföljas av ett mer profant firande med sång och dans.
Det finns inte direkt gott om restauranger på ön, men de som bör nämnas är restaurangen på hotell Praia de Lobos och den lilla restaurangen Atlântida i närheten av kyrkan i Vila do Porto.
Det mest kända hantverket på Santa Maria är keramiken. Då det alltid har funnits gott om lera på ön, har det skapat goda förutsättningar för en bra keramik som inte bara ger vardagsgods utan även konstverk. Dessutom finns här en ganska stor produktion av stickade varor, som vantar, tröjor och plädar.

## Bilder

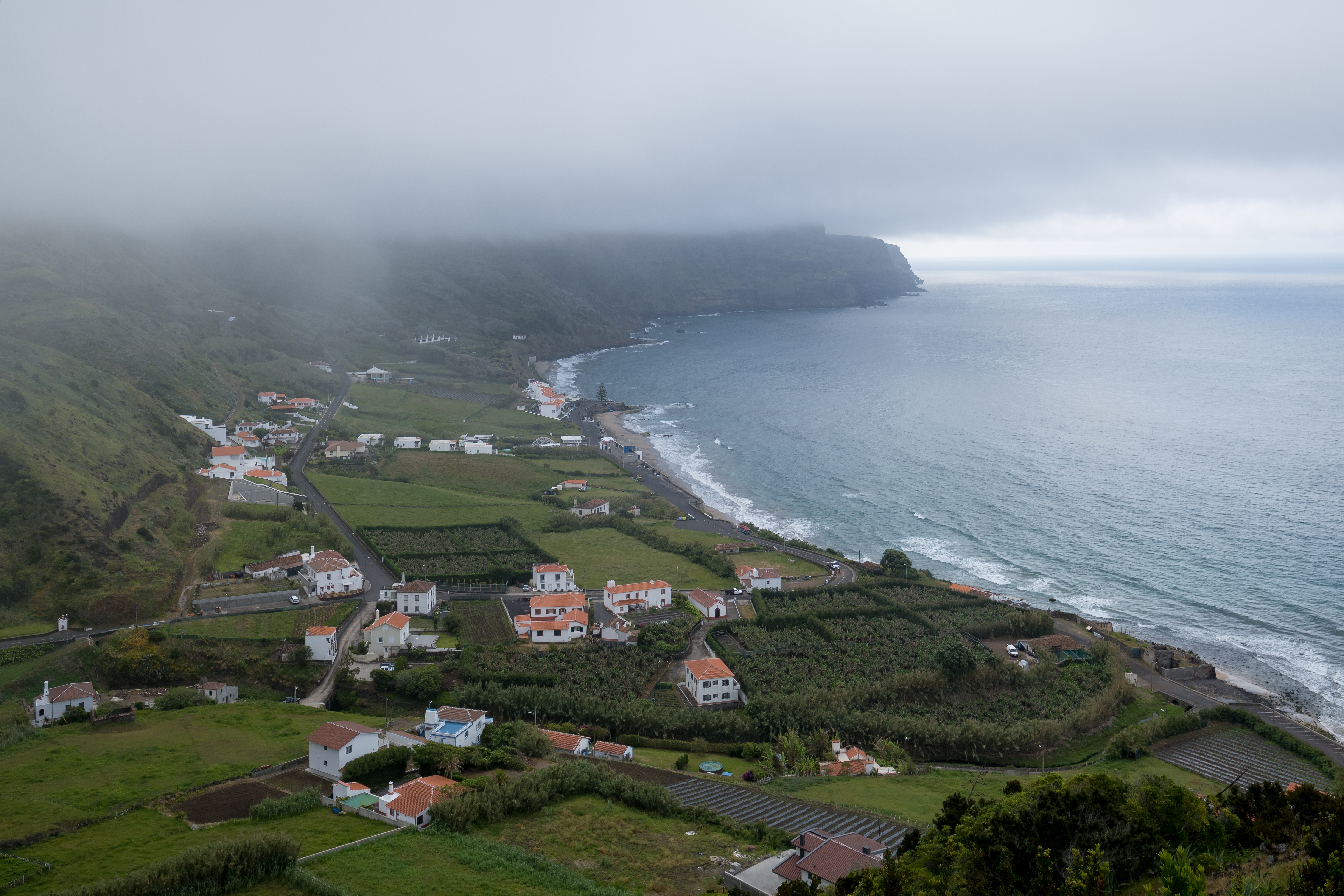
Baía da Praia Formosa
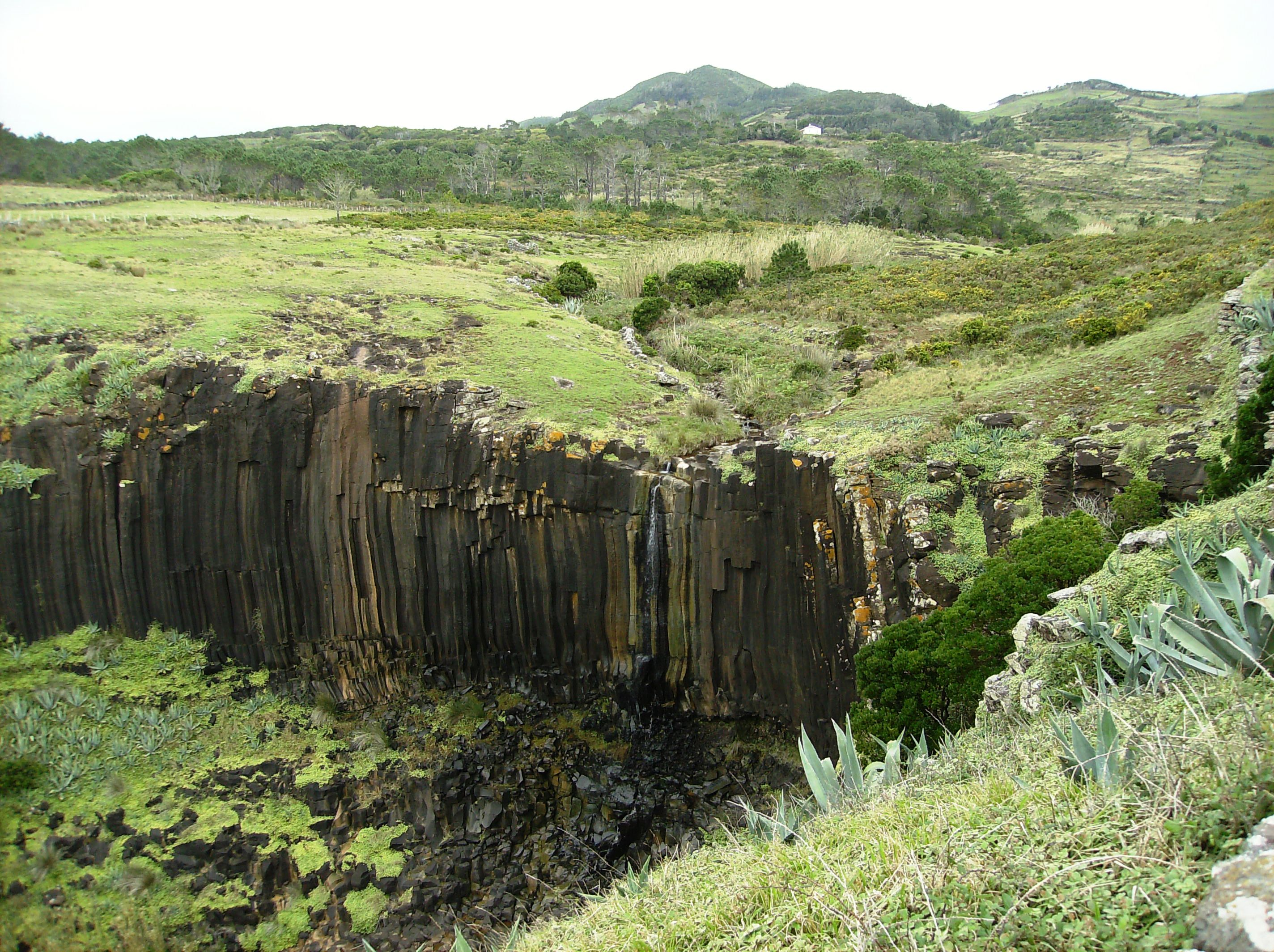
Ribeira dos Maloés
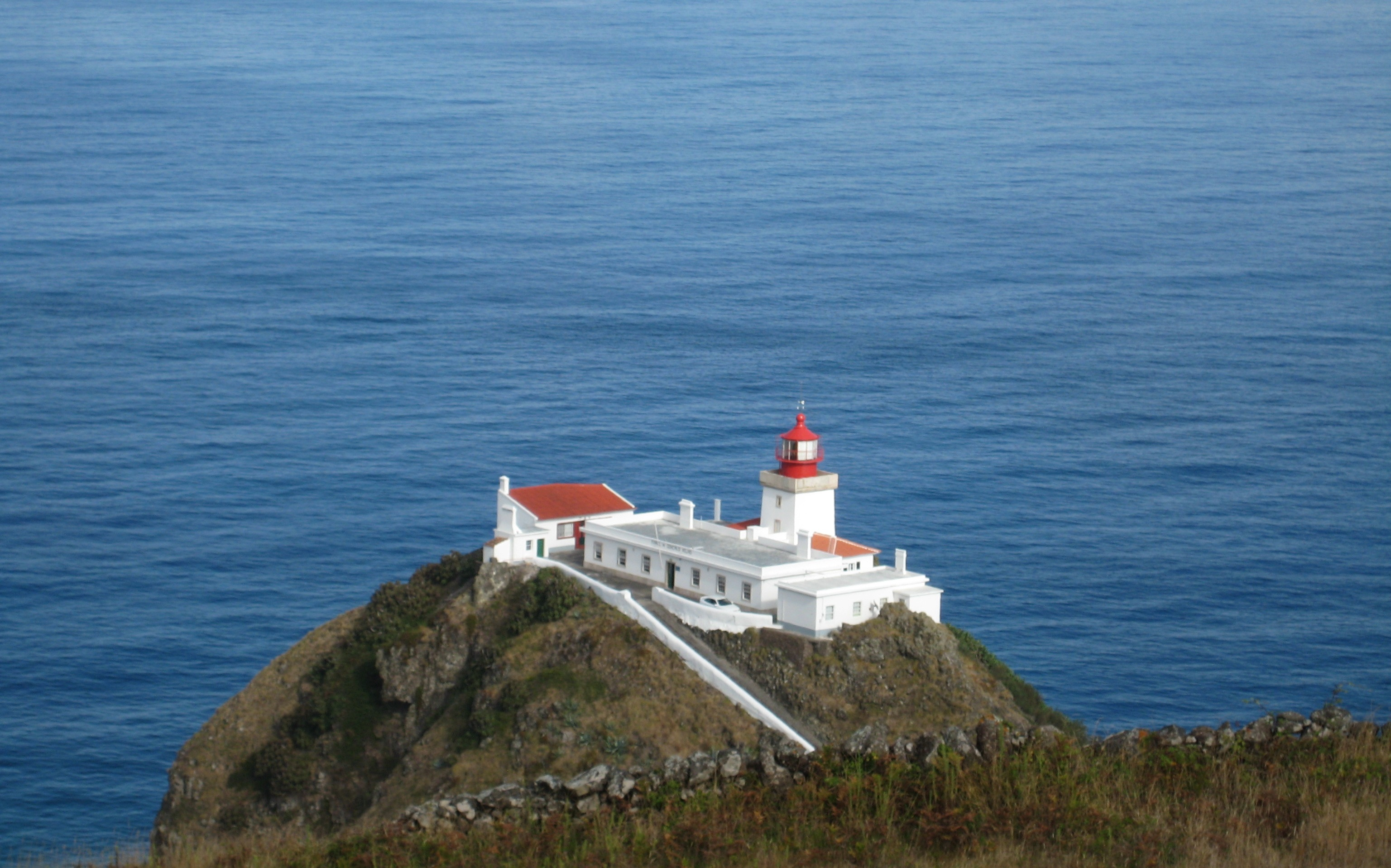
Fyren Gonçalo Velho
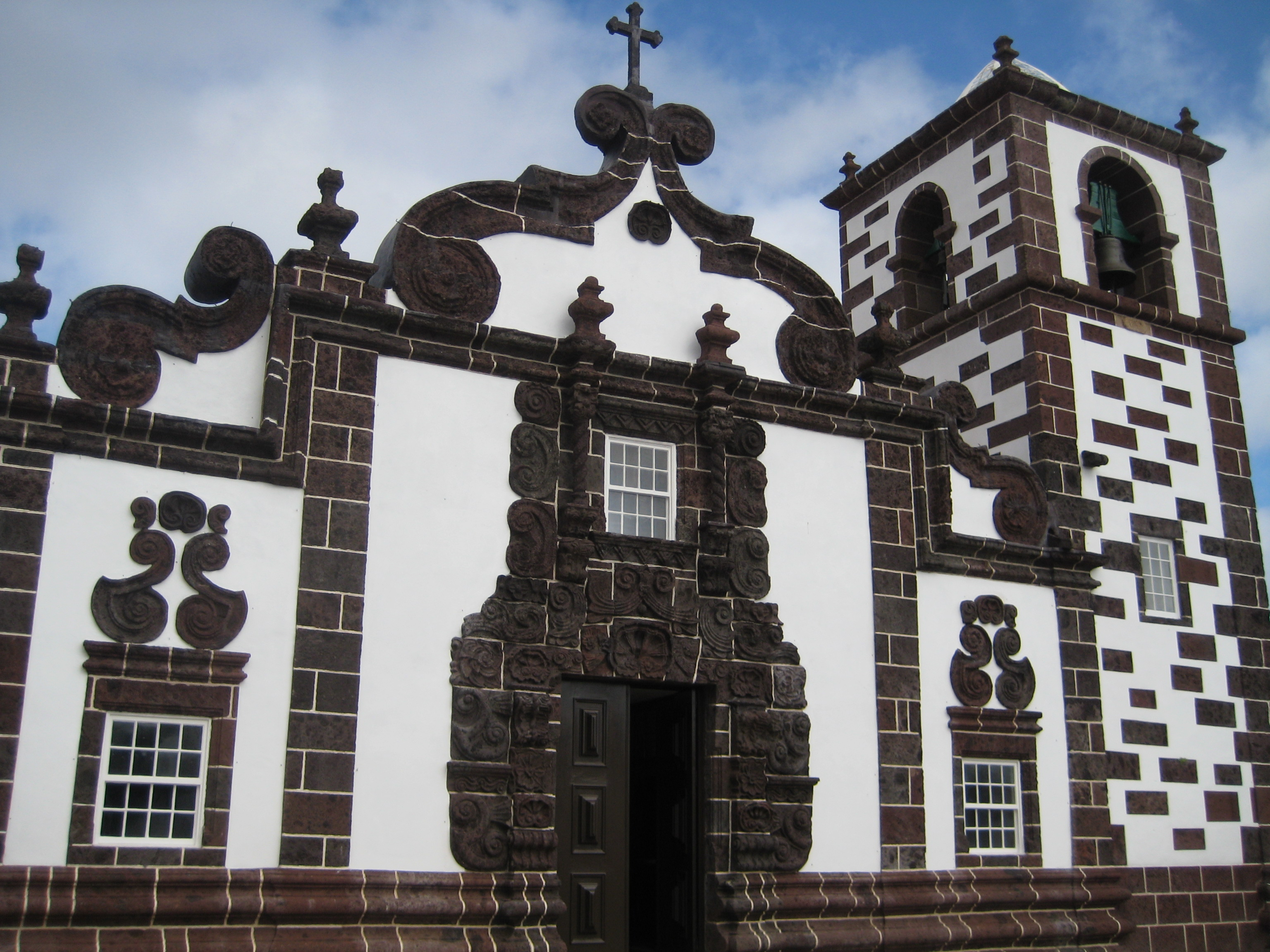
Kyrkan Igreja de Nossa Senhora da Purificação
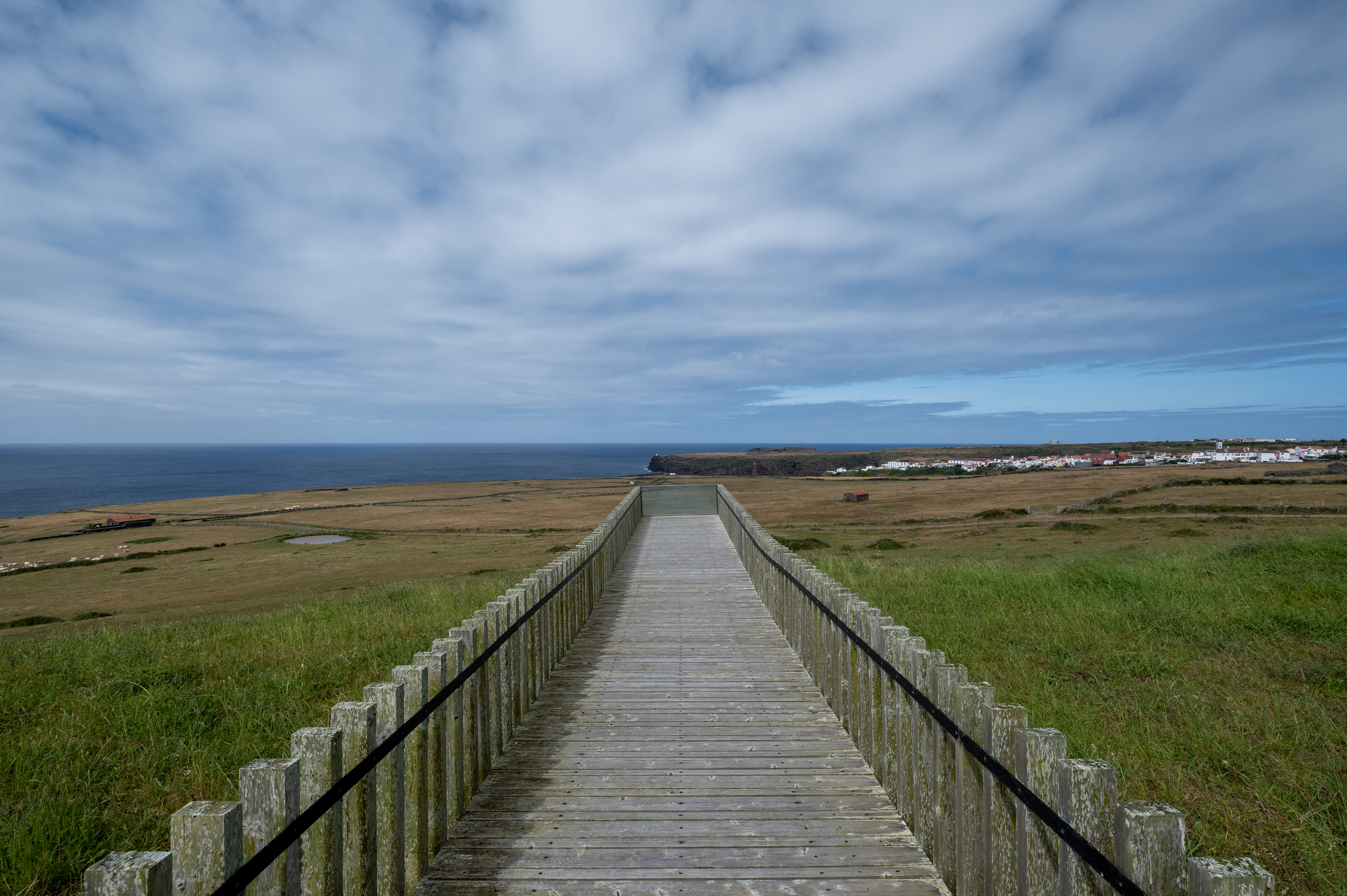
Gångbron Pedreira do Campo
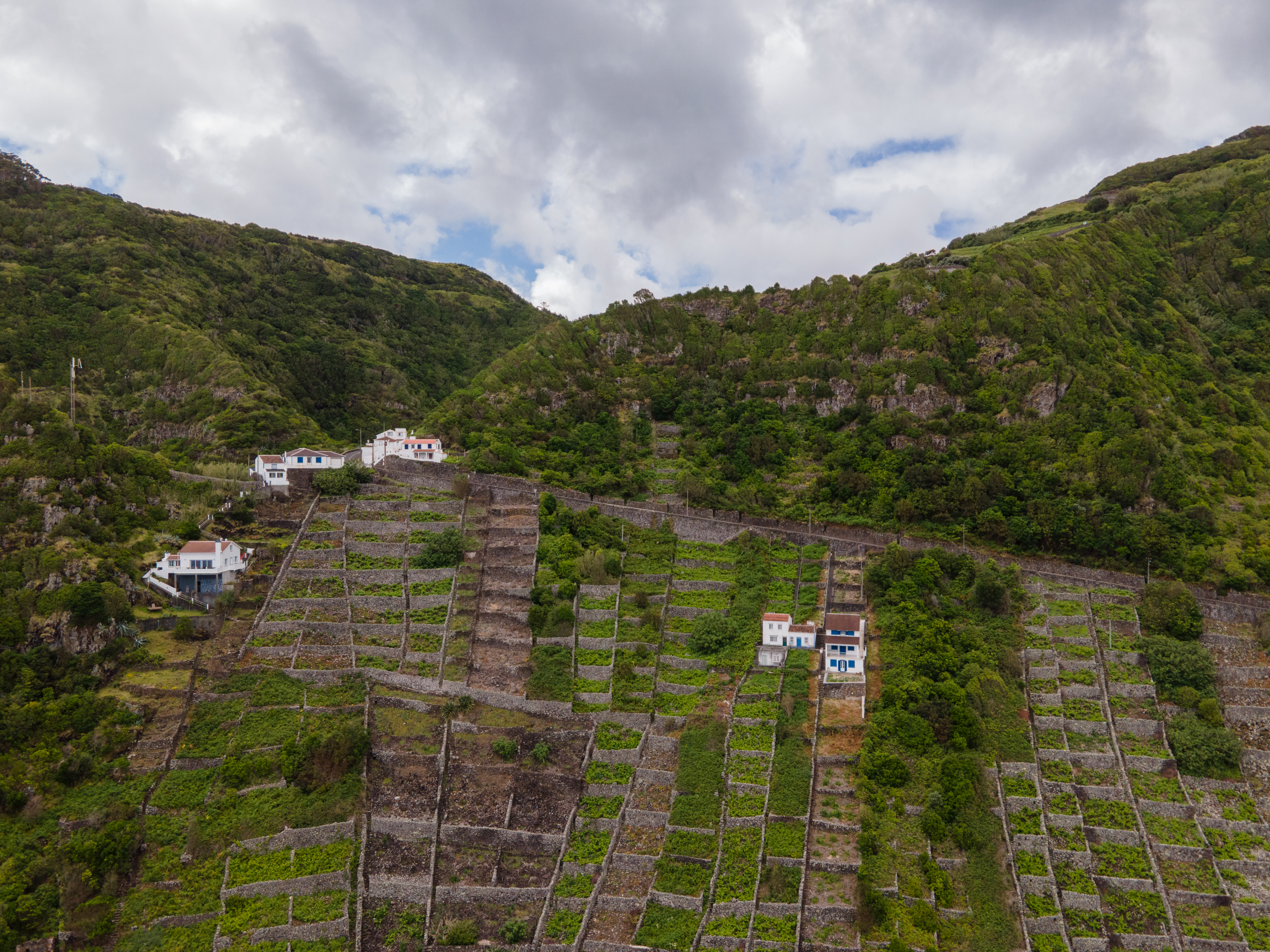
Vingårdar i São Lourenço